# Synotis wallichii
Synotis wallichii là một loài thực vật có hoa trong họ Cúc. Loài này được (DC.) C.Jeffrey & Y.L.Chen miêu tả khoa học đầu tiên năm 1984.